# Hélène Tysman
Hélène Tysman, née le 30 décembre 1982 à Paris, est une pianiste classique française.

## Biographie
Elle a étudié au Conservatoire de Paris auprès de Pierre-Laurent Aimard puis avec Oleg Maisenberg à Vienne. Elle a obtenu son diplôme de maîtrise à la Hochschule für Musik Franz Liszt, Weimar, sous la direction de Grigory Gruzman. Lauréate du 16e Concours international de piano Frédéric-Chopin à Varsovie, elle s'est imposée comme l'une des principales pianistes françaises de sa génération,,.
Outre de fréquentes émissions de radio en direct, Tysman a enregistré une sélection d'œuvres de Frédéric Chopin sur deux volumes pour le label allemand, Oehms Classics / Naxos ; Vol. 1, en 2010, suivi du vol. 2 en 2013, acclamé par la critique,. Dans une critique de CD, Patrice Imbaud de L’Éducation musicale écrit : « Une interprétation caractérisée par sa sombre clarté, sa délicatesse ardente, sa douceur mélancolique, entre exaltation et souffrance, entre passion et abandon. Beau travail, la confirmation d'un talent indéniable. Un disque admirable »[réf. nécessaire]. Tysman figure également sur le CD, Musique de chambre avec vents - 1849, composé d'œuvres de chambre de Robert Schumann pour Indésens Records.
En tant que soliste, Tysman a donné de nombreux récitals en Europe, en Asie et aux États-Unis et s'est produite avec l'Orchestre national de la BBC du pays de Galles, le Russian Chamber Philharmonic, le Minnesota Orchestra, le North Czech Philharmonic, le Koszalin Philharmonic Orchestra et le Tübingen Philharmonic Orchestra.
Plus récemment[Quand ?], elle a interprété la Fantaisie en sol de Gabriel Fauré pour piano et orchestre, op. 111 avec le Riverside Symphony à Alice Tully Hall à Lincoln Center. Cela a été immédiatement suivi d'une tournée en Chine où elle s'est produite dans certaines des principales salles de concert du pays. Début 2015, elle fait sa première apparition à Carnegie Hall, marquant ainsi le départ d'une tournée aux États-Unis.